# Chake (huyện)
Chake là một huyện thuộc vùng Pemba South, Tanzania. Thủ phủ của huyện Chake đóng tại Chake Chake. Huyện Chake có diện tích 332 ki lô mét vuông. Đến thời điểm điều tra dân số ngày 25 tháng 8 năm 2002, huyện Chake có dân số 82998 người.